# 웃세와
〈웃세와〉(일본어: うっせぇわ, Usseewa)는 일본의 가수인 Ado가 발매한 첫 노래이다. 메이저 초판 배포 한정 싱글로 2020년 10월 23일 발매되었다. 작사와 작곡은 보컬로이드 프로듀서(보카로P)인 Syudou가 맡았다.
"닥쳐", "시끄러워"라는 뜻을 가진 '웃세와'라는 자극적인 제목과 곡의 가사가 큰 화제가 되어 틱톡과 같은 여러 소셜 네트워크 서비스(SNS)에서 급격히 확산되며 일본 내에서 이른바 "21세기 청소년의 국가(찬가)"로 불리기도 했다. 유튜브에서는 2억회 재생을, 니코니코 동화에서는 570만회 재생을 기록하였다. 디지털 다운로드도 30만 다운로드를 달성하였고 스트리밍 재생수는 2억회를 돌파하였다. 또한 2021년 일본 올해의 신어·유행어 대상에서 '웃세와'라는 단어가 1위를 차지하기도 하였다.

## 가사와 작곡
〈웃세와〉는 Ado의 메이저 첫 발매곡이자, Ado 본인 명의의 첫 오리지널 악곡이기도 하다.
Ado는 자신의 악곡에 대해, 가사와 음정이 숨김없는 그대로의 감정을 표현하는 느낌에 좋아 끌렸다고 말했다. 〈웃세와〉는 사회인의 기분과 불만을 표현한 곡인데, Ado 본인은 작곡 당시 고등학생이었기 때문에 지금까지 자신이 느꼈던 분노나 싫었던 것을 생각하면서 불렀다고 말했다. 또한 Ado는 노래의 가사가 청자들에게 그들의 좌절에 대해 공감해주면서 이른바 스트레스를 해소하는 느낌이라고 설명했다. 더 나아가 "노래를 부르는 그 사람은 다른 사람들이 좀 더 긍정적으로 살기 원하기 때문에 그 자리에서 자신에 대한 분노를 노래하는 것이다"라고 말했다.
작사가인 syudou는 자신이 제일 좋아하는 가사로 "당신이 생각하는 것보단 건강합니다"(일본어: あなたが思うより健康です)를 꼽았다. syudou는 아직 인터넷 내에서만 활동하던 당시 인터넷의 음악이 "병들어 있다", "어둡다"라는 이미지로만 치부된 것에 불만을 가지고 있었으며, 그에 대해 전하고 싶은 마음을 가사에 담았다고 말했다.

## 발매
2020년 10월 23일 〈웃세와〉 원본 트랙이 Wooma가 제작한 뮤직비디오와 함께 유튜브에 업로드되었다. 2020년 12월 2일에는 유튜브 1,000만 회 재생수 돌파를 기념하여 피아노 어레인지 버전이 공개되었다. 2021년 2월 5일에는 GiGA(전 RΞOL)가 리믹스한 악곡인 〈웃세와 (Giga Remix)〉가 공개되었다.
원곡과 함께 공개된 뮤직 비디오 제작은 WOOMA가 맡았다. 애니메이션 화풍에 전체적인 분위기가 검정, 파랑, 빨강 중심의 어두우면서도 무거운 분위기가 주되며, 뮤직 비디오의 내용은 제복을 입은 여고생이 화를 참지 못하고 절규하는 모습으로 등장한다. 뮤직 비디오가 공개된 지 3개월도 되지 않아 재생 횟수가 3,600만회를 돌파했으며, 2021년 3월 20일 1억회 재생수를 돌파했다. 공개된 지 148일 만의 1억회 돌파는 당시 기준 역대 7위로 빨리 1억회 재생수를 돌파한 기록이다.

## 비평과 인기
〈웃세와〉는 유튜브 공개를 시작으로 폭넓은 세대를 끌어들이며 대유행하였다. 자극적인 가사 때문에 여러 방향에서 반향이 일어나며 "21세기 청소년의 국가(찬가)"라고도 불리면서 일본 내에서 대인기를 얻고 그에 따른 비평도 많았다. 틱톡 등지에서도 유행에 따라 배경음악으로 사용하며 인기를 끌었고, 빌보드 재팬이 2020년 11월 23일부터 2021년 5월 22일까지 집계한 빌보드 재팬의 틱톡 2021년 상반기 음악 랭킹에도 "일본 음악" 부문 종합 19위를 차지했다. 오리콘에서도 "주간 Youtube 인기 랭킹" 1위를 차지했다. 2021년 5월 7일 방송된 TV 아사히의 뮤직 스테이션에 "다음에 브레이크할 아티스트를 안다! 앞서가는 차트 특집"에서 Chinozo의 〈굿바이 선언〉과 함께 〈웃세와〉가 일본 내 인기곡으로 소개되었다.
일본의 음악 작가(라이터)이자 탤런트인 이시와타리 준지는 올 닛폰 뉴스 네트워크(ANN)의 간자무 완전연SHOW(関ジャム 完全燃SHOW)에서 출연하여 "2021년 연간 마이베스트"의 1위에 〈웃세와〉를 선정했다. 이시와타리는 "프로 뮤지션이 만드는 음악에서 유행어가 나오지 않는 시대가 오래 지속되었는데, 개인적으로 이것을 쓸쓸하게 생각했다"라며 "그런 의미에서 사회 현상이 되기도 한 〈웃세와〉는 순전히 기쁜 마음이었다"면서 "지금 음악계에 매우 의미있는 히트이다"라고 말했다. 또한 "그녀(Ado)의 음악적 센스가 뛰어난 것과 목소리, 가창력은 2021년 중 유일하게 가장 중요한 유행이다"라고 말했다. 또한 일본의 음악가인 이마이 도모코도 "익명성이 높은 보컬로이드나 우타이테의 세계에서 얼굴을 내밀지 않는 것이 당연하다고 말할 수 있지만, 그럼에도 Ado의 목소리는 (얼굴이나 몸 같은) 불필요한 정보 없이도 악곡 자체가 좋아, 강력한 개성이나 과잉 노출을 전제로 하는 실제 아이돌이나 아티스트를 향한 하드카운터 같다"며 "미니멀리스트와 같이 '노래만 있어도 좋다'라는 단순한 정보를 좋아하는 것도 (인기의 이유일 것이다)"라고 악곡의 인기 이유를 분석했다.
정신과 의사인 기무라 고노미는 〈웃세와〉와 오자키 유타카의 노래 〈열다섯의 밤〉(15の夜)을 서로 대비시켜 오자키의 시대에는 오토바이를 훔쳐 달리기 시작하는 행동들로 표출했던 것이, Ado의 현재에는 아이들이 우등생처럼 자라 자기주장을 제대로 표출하지 못해 울분을 표출하는 방법이 보다 내면으로 들어간 모양을 나타낸 것이라고 지적했다. 그와 비슷하게, 퍼시픽21 소장 유민호는 주간조선에서 〈웃세와〉를 두고 "처음부터 끝까지 시끄러운 멜로디의 노래"로 화성학을 무시해 리듬, 박자 등의 멜로디는 기억하기 어렵지만 강렬하게 남는 가사에 "지금껏 한번도 들어보지 못한 ‘별세계 스토리’가 녹아 있다"며 젊은 세대뿐 아니라 일본인 모두가 공감할 만한 곡이라고 평가했다. 인천대학교 일본문화연구소 웹진에서는 〈웃세와〉가 일본 사회에서 젊은 세대의 분노를 반영했다고 평가했다. 재팬 타임스의 작가인 패트릭 세인트 마셜은 2021년 일본의 음악을 총괄하는 기사에서 〈웃세와〉를 보고 "이 곡은 아직 범유행 와중에 있는 일본 사회 속에서 가까운 사람을 향한 '돌려차기'였다"라며 또 〈웃세와〉의 유행에 대해 "코로나19가 일본의 젊은이에게 유급 휴가나 도쿄의 밤놀이 등 모든 것을 빼앗아간 영향도 있다"라고 말했다.
노래의 제목이기도 한 '웃세와'는 "닥쳐", "조용히 해“  등을 가진 뜻으로 제목과 가사에 대해 수많은 논쟁이 일어났다. 특히 일본 내의 많은 부모들이 노래의 자극적인 가사가 어린 아이에게 미칠 영향에 대해 많은 논란을 제기했다. 후지 TV에서 방영하는 "하이눈 TV 바이킹! MORE" 프로그램의 "화제가 된 주제" 코너에서 많은 아이들이 〈웃세와〉 노래를 따라 불렀고, (학생들 앞에서 하는) 연설에서도 가사를 따라 말했다고 전했다. 이 때문에 일부 어린이집이나 유치원은 웃세와를 따라부르는 것을 금지하기도 하였다.
2021년 4월부터 일본의 식품 회사인 묘조 식품의 주력 상품 중 하나인 컵라면 "중화삼미"(中華三昧)의 광고 CM에 웃세와를 사용했다.

## 수상
| 이름                                  | 연도 | 부문                | 결과 | 출처   |
| ------------------------------------- | ---- | ------------------- | ---- | ------ |
| MTV 비디오 뮤직 어워드 재팬           | 2021 | MTV 브레이크스루 송 | 수상 | [ 25 ] |
| J-WAVE SPECIAL MUSIC FUN! AWARDS 2021 | 2021 | 최고의 작사상       | 수상 | [ 2 ]  |
| 신어·유행어 대상                      | 2021 | 탑 10               | 수상 | [ 6 ]  |
| 일본음악출판협회 MPA 상               | 2021 | 히트송 상           | 수상 | [ 26 ] |
| 넥스톤 어워드                         | 2022 | 은메달              | 수상 | [ 27 ] |
| 넥스톤 어워드                         | 2023 | 금메달              | 수상 | [ 28 ] |

## 차트
〈웃세와〉는 공개 3주차인 2020년 11월 6일 빌보드 재팬 핫 100에서 97위로 HOT 100위 안에 들기 시작하였고, 발매 1개월 반이 지난 12월 10일자 스포티파이 바이럴 차트인 "바이럴 톱 50 (일본)"에서 1위를 기록하였다. 이듬해인 2021년 1월 25일자(공개 13주차) 빌보드 재팬 종합 노래 차트라고 할 수 있는 재팬 핫 100에서 다운로드 13위(8,713 DL), 스트리밍 12위(4,635,629회 재생)을 기록하며 처음으로 종합 TOP10에 진출하였다. 그 다음주에는 빌보드 재팬 다운로드 송에서 처음으로 다운로드 1위(19,683 DL) 순위를 기록하였다. 또한 같은 주 오리콘의 "주간 디지털 싱글 (단일곡) 순위", "주간 스트리밍 순위" 두 곳 모두에서 1위를 기록하였다. 2021년 2월 22일자 "다운로드 송"은 1위(27,300 DL)를 기록해 4연패를 달성하였고, 3월 15일자 빌보드 재팬 핫 100에서 최초로 종합 1위를 달성하였다.
| 차트 (2021)               | 최고 순위 |
| ------------------------- | --------- |
| 글로벌 200 (빌보드)       | 41        |
| 일본 (재팬 핫 100)        | 1         |
| 다운로드 송 (재팬 핫 100) | 1 (x 4주) |
| 스트리밍 송 (재팬 핫 100) | 1 (x 3주) |
| 주간 디지털 싱글 (오리콘) | 1         |
| 주간 스트리밍 (오리콘)    | 1         |
| 주간 유튜브 랭킹 (오리콘) | 1         |

| 차트 (2021)               | 순위 |
| ------------------------- | ---- |
| 일본 (재팬 핫 100)        | 7    |
| 다운로드 송 (빌보드 재팬) | 3    |
| 스트리밍 송 (빌보드 재팬) | 8    |

## 판매 성적
〈웃세와〉는 2021년 3월 29일자 빌보드 재팬 차트에서 스트리밍 누계 재생횟수가 1억회를 돌파하였다. 차트인 17주차 만의 1억회 돌파는 역대 6번째로 빠른 돌파이며 솔로 가수 중에서는 가장 빠른 기록이다. 이후 공개 8개월 반이 지난 2021년 7월 17일에는 누계 재생 횟수가 2억회를 돌파하였다.
| 국가                                                     | 인증        | 판매량/출하량 |
| -------------------------------------------------------- | ----------- | ------------- |
| 일본 (RIAJ)                                              | 플래티넘    | 250,000*      |
| 스트리밍                                                 |             |               |
| 일본 (RIAJ)                                              | 3× 플래티넘 | 300,000,000   |
| *판매량을 기반으로 한 인증 · 스트리밍을 기반으로 한 인증 |             |               |

## 커버곡 및 게임 수록
프로젝트 세카이: 컬러풀 스테이지 feat. 하츠네 미쿠에서 2022년 1월 31일 Ado와의 타이업 기획의 일환으로 "25시, 나이트코드에서" 그룹의 아사히나 마후유(타나베 루이)와 아키야마 미즈키(사토 히나타)의 가창 세카이 버전, 어나더 보컬 버전과 하츠네 미쿠의 버추얼 싱어 버전 커버곡이 공개되었다.
또한 〈웃세와〉 원곡은 KONAMI의 리듬 게임인 노스텔지어 시리즈, GITADORA 시리즈, 유비트 플러스, DANCERUSH STARDOM과 태고의 달인, maimai DX, CHUNITHM, Groove Coaster에 수록되었다.

## 같이 보기
- 굿바이 선언 - 같은 해 인기를 끈 보컬로이드 작품
- 드라이플라워 - 같은 해 유튜브를 통해 인기를 끈 작품